# Vasili Rotsjev (1951)
Vasili Pavlovitsj Rotsjev  (Russisch: Василий Павлович Рочев) (Bakoer (Komi), 22 december 1951) is een Russisch langlaufer. 

## Carrière
Rotsjev won tijdens de wereldkampioenschappen van 1974 de bronzen medaille op de 15 kilometer en de zilveren medaille op de estafette. Rotsjev nam in 1976 voor de eerste maal deel aan de Olympische Winterspelen met een tiende plaats op de 30 kilometer als beste resultaat. Rotsjev won tijdens de Olympische Winterspelen 1980 in het Amerikaanse Lake Placid de gouden medaille in de estafette en de zilveren medaille op de 30 kilometer.
Rotsjev zijn zoon Vasili won in 2006 de bronzen medaille op de teamsprint.

## Resultaten

### Olympische Winterspelen
| Jaar | Plaats      | Resultaten                            |
| ---- | ----------- | ------------------------------------- |
| 1976 | Innsbruck   | 10e 30 km 12e 50 km                   |
| 1980 | Lake Placid | 13e 15 km · 30 km · 4x10 km estafette |

### Wereldkampioenschappen langlaufen
| Jaar | Plaats      | Resultaten                            |
| ---- | ----------- | ------------------------------------- |
| 1974 | Falun       | 15 km · op de estafette               |
| 1976 | Innsbruck   | 10e 30 km 12e 50 km                   |
| 1980 | Lake Placid | 13e 15 km · 30 km · 4x10 km estafette |